# Chariesterus albiventris
Chariesterus albiventris är en insektsart som beskrevs av Hermann Burmeister 1835. Chariesterus albiventris ingår i släktet Chariesterus och familjen bredkantskinnbaggar. Inga underarter finns listade i Catalogue of Life.